# Мокош
Мокош (стсл. Мокошь; још и Мокоша, Мокошка) у митологији Источних Словена богиња плодности, заштитница жена и женских послова, посебно предења. Њен древни идол постави је кнез Владимир на брду у Кијеву, и то поред идола Перуна и осталих богова. На северу Русије називају је Мокуша и замишљају је као жену велике главе и дугих руку која обилази куће и надгледа преље. Њен култ је, судећи по топонимима, био распрострањен и код Западних Словена.

## Изглед
Кип Мокоше, како га приказује Волмер, и ако не знамо на основу чега, који је представљен као страшна наказа, састављена од различитих делова телеса разних животиња, носи знаке озбиљне вероватности.

## Етимологија
Име Мокоше могло би доћи можда од грчке речи могосои што значи мука, невоље. Много је вероватнија етимологија анализиране речи на Мокош. Мок би био корен речи а – ош – наставак, како у наших имена Милош, Урош, Првош, итд. те није тако незгодан каквим га сматра Леже. Корен Мок требало би да значи ружан, гадан; с тим кореном долазе у везу наше речи мокар, мок-рина. Божанство Мокоше би дакле значило божанство ругобе.
Име ове богиње најчешће се повезује са речју мек, па је тако Мокош у релацији са нечим што је мекано. Будући богиња плетиља и заштитница оваца, највероватније је да се придев меко односи на овчије руно. Такође, Мокош може бити повезана и са придевом мокро, због чега су неки аутори склони да је идентификују са Мајком Влажном Земљом.

## Особине
Мокош је богиња предења, али и заштитница жена, која се брине о њиховом здрављу и породу. Она помаже породиљама и штити њихову децу, истовремено помажући жени да очува добар брак.

## Примање хришћанства
Функције Мокоши преузела је света Петка. Света Петка је такође заштитница жена. Ова богиња славила се између 25. октобра и 1. новембра, у зависности од тога који је дан петак. Празник светој Петки је 27. октобра.